# Гринвалд
Гринвалд (њем. Grünwald) општина је у њемачкој савезној држави Баварска. Једно је од 29 општинских средишта округа Минхен. Према процјени из 2010. у општини је живјело 10.939 становника. Посједује регионалну шифру (AGS) 9184122.

## Географски и демографски подаци
Гринвалд се налази у савезној држави Баварска у округу Минхен. Општина се налази на надморској висини од 538–623 метра. Површина општине износи 7,7 km². У самом мјесту је, према процјени из 2010. године, живјело 10.939 становника. Просјечна густина становништва износи 1.422 становника/km².